# Warszawska szkoła architektury
Warszawska szkoła architektury – kierunek w sztuce projektowania, w którego formowaniu zarysował się m.in. twórczy i naukowy wkład profesorów, asystentów i absolwentów Wydziału Architektury Politechniki Warszawskiej.
Architekci tej szkoły w latach 30. XX wieku zrezygnowali z projektowania prostych form na rzecz budynków o falistych fasadach, zaokrąglonych narożnikach i esowato wygiętych balkonach, nadających bryłom jeszcze większego dynamizmu i rytmu. Przywrócili również bogatą stylizację i ozdobne wykończenia.